# Marcello Giovanetti
Marcello Giovanetti (Ascoli Piceno, 1598 – Roma, 14 agosto 1631) è stato un poeta, scrittore e avvocato italiano.

## Biografia
Poeta di gusto barocco, seguace del marinismo. Oltre a comporre numerose liriche, pubblicate nell'opera Sonetti, canzoni e madrigali (1622), scrisse una favola pastorale, intitolata Cilla (1626) stampata nel 1636 dal tipografo Giovan Battista Russo a Monteleone, l'odierna Vibo Valentia (fu il primo libro della storia della città).  Fu abile nel dar corpo al concetto barocco di "stupore", come mostra la terzina finale di un suo sonetto. Alla fine di questo componimento, dopo aver raccontato un'esecuzione capitale a cui assiste un'affascinante dama, Giovannetti crea una singolare mescolanza tra gli effetti della condanna a morte e la strage di cuori compiuta dalla donna:
Resta per doppia strage il petto essangue:/ fan bellezza e spavento eguali prove/ e nuotano gli Amori in mezzo al sangue.
Dopo aver completato gli studi ad Ascoli, si trasferì a Roma ove esercitò la professione di avvocato. Inseritosi nella corte pontificia ove fu apprezzato per le sue doti professionali e l'estro poetico, fu aiutante di studio del decano della Sacra Rota Giovanni Battista Coccino.
Autore di due opere giuridiche e di un poema pastorale, La Cilla, dedicato a Felicia Maria Ravaschieri duchessa di Girifalco, pubblicato dopo la sua morte nel 1636, Giovanetti è ricordato soprattutto per le raccolte poetiche Rime (Bologna 1620) e Sonetti, canzoni, madrigali (Venezia 1622), ambedue rifuse nel volume Poesie (Roma 1626). La sua ultima opera pubblicata fu una biografia del patrono di Ascoli Vita di S. Emiddio [sic] martire (Ronciglione 1631).
Fu tra gli imitatori non volgari del Marino: fedele nel serbare una coerenza retorica alle analogie o alle antitesi, che preferiva cogliere nelle situazioni reali prima che nel gioco realistico.